# Ganglion van Gasser

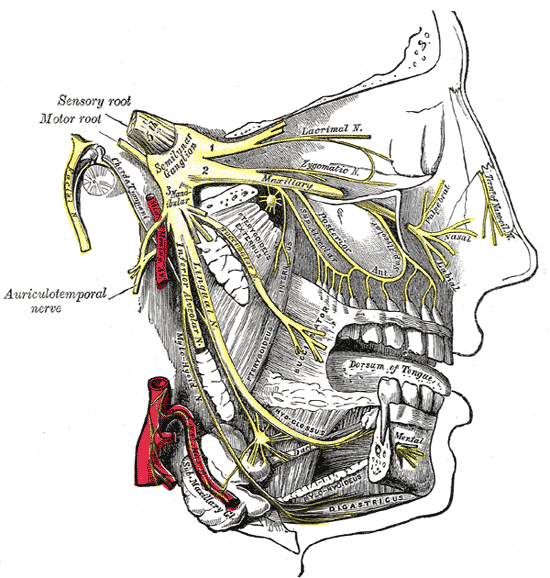
Het ganglion van Gasser (aangeduid als Semilunar Ganglion, linksboven in de tekening)

Het ganglion van Gasser, ganglion trigeminale, ganglion semilunare, ganglion lunare of ganglion lunare Gasseri is een zenuwknoop in het hoofd. In dit ganglion splitst de nervus trigeminus zich op in de nervus ophthalmicus (V1), nervus maxillaris (V2) en de nervus mandibularis (V3). Het ganglion van Gasser bevindt zich lateraal van de nervus en canalis opticus.
De nervus trigeminus is de vijfde hersenzenuw die grotendeels bestaat uit sensibele zenuwvezels die de sensibiliteit verzorgen van het oog en het gebied daaromheen (nervus ophthalmicus; V1), de onderkaak (nervus mandibularis V3) en het gebied daartussen (nervus maxillaris, V 2).  Zoals bij alle sensorische zenuwen liggen de cellichamen van de neuronen enigszins terzijde in een ganglion, een zenuwknoop, bij de nervus trigeminus in het ganglion trigeminale van Gasser.